# Поспєлихинська Центральна сільська рада
Поспєли́хинська Центра́льна сільська рада (рос. Поспелихинский Центральный сельский совет) — сільське поселення у складі Поспєлихинського району Алтайського краю Росії. Адміністративний центр та єдиний населений пункт — село Поспєлиха.
Станом на 2002 рік сільська рада називалась Центральною.

## Населення
Населення — 11654 особи (2019), 12496 осіб (2010), 13693 осіб у 2002 році.